# Carl Wolfgang Müller
Carl Wolfgang Müller (* 12. November 1928 in Dresden; † 21. April 2021 in Berlin), auch bekannt als C. Wolfgang Müller und C. W. Müller, war Professor für Erziehungswissenschaften und Sozialpädagogik der TU Berlin. Seine Schwerpunkte lagen in den Bereichen der Methoden der Sozialen Arbeit, Methoden der empirischen Sozialforschung, Geschichte der Sozialen Arbeit und ab den 1980er Jahren in der Sozial- und Biographieforschung.

## Leben und Wirken
Müller absolvierte 1947 sein Abitur am Realgymnasium in Chemnitz und begann im Anschluss eine Dolmetscherausbildung in Leipzig. Anschließend zog er nach Berlin, wo er an der Humboldt-Universität und an der neu gegründeten Freien Universität Berlin (FU) ein Studium der europäischen Kulturwissenschaften begann. Nach einem Studienaufenthalt in Basel legte er 1956 an der FU Berlin seine Promotion zum Dr. phil. in Publizistikwissenschaften, Theaterwissenschaften und Germanistik mit einer komparatistischen kulturhistorischen Arbeit ab.
Nach Tätigkeiten als Journalist und Jugendpfleger wurde Müller Dozent und später Leiter des Hauses am Rupenhorn, einer von den westlichen Alliierten initiierten Fortbildungsstätte für Erzieher, Jugendpfleger und Lehrer. Im Rahmen eines postdoktoralen Studiums der Soziologie, Erziehungswissenschaften und der Sozialpädagogik ging er 1963 als Fellow der Harkness Foundation an die Columbia University in New York. Die Erforschung der Welfare History and Community führte ihn an die Universitäten von Minneapolis (Minnesota) und Berkeley (Kalifornien). Im Jahr 1965 schloss er seine Studien in den Vereinigten Staaten ab. Im gleichen Jahr wurde er auf Empfehlung von Ludwig von Friedeburg als Professor für Erziehungswissenschaften und Sozialpädagogik an die Pädagogische Hochschule nach Berlin berufen. Hier etablierte er sich zu einem der führenden deutschen Experten in der Erforschung, Entwicklung und Evaluation der Methoden der Sozialen Arbeit.
Mit der Eingliederung der Pädagogischen Hochschule in die Technische Universität Berlin wurde C. W. Müller 1980 Gründer und erster Direktor des Institutes für Sozialpädagogik. Über dieses Institut war er Wegbereiter vieler Forschungsvorhaben und modellgebender Projekte. Parallel zu eigenen Forschungen und Veröffentlichungen führte er über dreißig Studenten zur Promotion und etwa zehn zur Habilitation. Auch nach seiner Emeritierung 1997 blieb er dem Institut verbunden. Als Autor, Dozent und Berater vieler Veranstaltungen, Projekte und Institute ist er ein national und international vielgefragter Gast.
C. W. Müller gilt gemeinsam mit Klaus Mollenhauer (Uni Göttingen, † 1998), Hans Thiersch (Uni Tübingen) und  Hans-Uwe Otto (Uni Bielefeld) als einer der bedeutendsten Förderer der Erziehungswissenschaften. Sein Wirken in Instituten, Verbänden und Gremien (darunter dem Sozialpädagogischen Institut (SPI) der Arbeiterwohlfahrt und der Deutschen Gesellschaft für Erziehungswissenschaft) hat Praxis und Theoriebildung in der deutschen Sozialpädagogik maßgeblich beeinflusst. Bis zuletzt verfasste er beispielsweise Artikel für die Fachzeitschrift der AWO „Theorie und Praxis der sozialen Arbeit“ (TUP). Viele seiner Bücher wie sein 1982 erschienener historischer Abriss der Sozialpädagogik „Wie Helfen zum Beruf wurde“ zählen heute zu deren Standardliteratur. 

## Ehrungen
- Im Jahr 2006 ernannte die Universität Siegen Müller zum Ehrendoktor.[3]
- 2008 erhielt Müller den nach einem bedeutenden schwedischen Sozialwissenschaftler benannten Harald Swedner Award des International Consortium for Social Development (ICSD).[4]
- 2014 wurde Müller mit der Marie-Juchacz-Plakette der Arbeiterwohlfahrt ausgezeichnet.[5]